# Viva Communications
Viva Communications, Inc. er en underholdningsgruppe i Filippinerne, som har hovedkontor i Pasig. Virksomheden blev grundlagt i 1981 af Vic del Rosario Jr.

## Datterselskaber
- Studio Viva
- Ultimate Entertainment
  - Halo-Halo Radio
- Viva Films
- Viva International Food and Restaurants, Inc.
  - Botejyu[3]
  - Paper Moon Cake Boutique
  - Pepi Cubano
  - Yogorino
  - Wing Zone
- Viva International Pictures
- Viva Music Group, Inc.
  - Viva Records
  - Vicor Music
  - Ivory Music and Video
- Viva Publishing Group, Inc.
  - Viva PSICOM Publishing Corporation
  - Viva Starmometer Publishing Corporation
  - VRJ Books Publishing
- Viva Video, Inc.

## Divisioner
- Viva Artists Agency[4]
- Viva Cable TV
  - Pinoy Box Office
  - Viva Cinema
  - Sari-Sari Channel (med TV5)
  - Celestial Movies Pinoy (med Celestial Tiger Entertainment)
  - Tagalized Movie Channel (med MVP Entertainment)
  - Viva TV
- Viva Digital
  - Vivamax[5]
  - Viva One[6]
- Viva Interactive
- Viva Live
- Viva Sports